# Machimus vescus
Machimus vescus är en tvåvingeart som först beskrevs av James Stewart Hine 1918.  Machimus vescus ingår i släktet Machimus och familjen rovflugor. Inga underarter finns listade i Catalogue of Life.